# Château du Warthenberg
Le château du Warthenberg est un ancien château fort abandonné avant 1175 dont les vestiges se dressent sur la commune d'Ernolsheim-lès-Saverne dans le département du Bas-Rhin et la région Alsace.
Le château fait l’objet d’une inscription au titre des monuments historiques par arrêté du 16 décembre 1994.

## Localisation
Les ruines du château du Warthenberg sont situées dans le département français du Bas-Rhin sur la commune d'Ernolsheim-lès-Saverne, au sommet de la crête du rocher du Daubenschlag (Daubenschagfelsen en allemand) qui domine le village. À l'extrémité nord-est de la crête on a édifié en 1986 un abri du Club Vosgien section Ernolsheim.

## Historique
Le château est construit, vers 1158, par le comte Hugo de Dagsburg (Eguisheim-Dabo), avoué de l'évêché de Metz et de l'abbaye de Neuviller. Il est détruit avant d'être terminé.
Vers 1260, les Lichtenberg tentent de le reconstruire mais ils échouent et le château est définitivement abandonné.
Vers 1515, le comte de Hanau-Lichtenberg se plaint que la population de Dossenheim prélève des pierres du château pour construire un pont.
Selon un panneau situé sur le site, ce château oublié était enseveli sous terre et des fouilles récentes (entre 1984 et 1994) ont permis sa mise au jour.

## Description
Le site fait environ 200 mètres de longueur et en largeur celle de la crête du rocher avec un maximum de 50 mètres. Les pierres de taille dont certaines à bossages étaient extraites d'une carrière (XIIe siècle) située à 2 km du chantier.
Artéfacts
Sur le site on a retrouvé notamment des trompes ou cornes d'appel.